# عنصل
العُنْصُلُ أو العُنْصَلُأو العنصيل (باللاتينية: Drimia) جنس نباتي ينتمي إلى الفصيلة الهليونية. يضم عدة عشرات من الأنواع. كان يسمى سابقًا (باللاتينية: Urginea).

## من أنواعهالواطنةفيالوطن العربي
- العنصل الأوليفري (باللاتينية: Drimia ollivieri) في المغرب العربي
- العنصل البحري (باللاتينية: Drimia maritima) في المشرق العربي ووادي النيل والمغرب العربي وإسبانيا
- العنصل البرتقالي (باللاتينية: Drimia aurantiaca) في المغرب العربي
- العنصل التازي (باللاتينية: Drimia tazensis) في المغرب العربي
- العنصل الخجول (باللاتينية: Drimia fugax) في المشرق العربي والمغرب العربي وإيطاليا
- العنصل الطيطاني (باللاتينية: Drimia pancration) في المغرب العربي وإيطاليا وكورسيكا
- العنصل العالي (باللاتينية: Drimia excelsa) في وادي النيل
- العنصل عديم الأوراق (باللاتينية: Drimia aphylla) في المشرق العربي
- العنصل ليلي الأزهار (باللاتينية: Drimia noctiflora) في المغرب العربي
- العنصل المتموج (باللاتينية: Drimia undata) في المشرق العربي
- العنصل الموري (باللاتينية: Drimia maura) في المغرب العربي
- العنصل النوميدي (باللاتينية: Drimia numidica) في وادي النيل وغرب حوض البحر الأبيض المتوسط
- العنصل الهسبيري (باللاتينية: Drimia hesperia) في جزر الكناري